# Agrothereutes monticola
Agrothereutes monticola är en stekelart som först beskrevs av Heinrich Habermehl 1935.
Agrothereutes monticola ingår i släktet Agrothereutes och familjen brokparasitsteklar. Inga underarter finns listade i Catalogue of Life.